# 1997 en philosophie
Chronologie de la philosophie
- 1993
- 1994
- 1995
- 1996
- 1997
- 1998
- 1999
- 2000
- 2001

L’année 1997 a été marquée, en philosophie, par les événements suivants :

## Publications
- Politique du rebelle : traité de résistance et d'insoumission, de Michel Onfray.

### Rééditions
- Torquato Accetto :  (it) Della dissimulazione onesta : edizione critica a cura di S. Nigro  (presentation ed Giorgio Manganelli), Gênes, Costa & Nolan, 1983 ; 
nouvelle édition : (it) Della dissimulazione onesta : edizione critica a cura di Salvatore S. Nigro, Turin, Einaudi, 1997 (lire en ligne)
- Thomas More :  Prions avec Thomas More, trad. et présent. par G. Marc'hadour, Moreana, 1997.

## Décès
- 27 avril : Peter Winch (1926-)
- 2 mai : John Carew Eccles (Australie, 1903-), Paulo Freire (1821-)
- 4 septembre : Hans Eysenck (1916-)
- 4 novembre : Isaiah Berlin (1909-)
- 6 novembre : Josef Pieper (1904-)
- 14 décembre : Owen Barfield (1898-)
- 26 décembre : Cornelius Castoriadis (1922-)